# 495 Eulalia
För andra betydelser, se Eulalia (olika betydelser).
495 Eulalia eller 1902 KG är en asteroid i huvudbältet, som upptäcktes 25 oktober 1902 av den tyske astronomen Max Wolf. Den är uppkallad efter en släkting till upptäckarens fru.
Asteroiden har en diameter på ungefär 37 kilometer.